# Ou vous êtes avec nous, ou vous êtes contre nous
« Ou vous êtes avec nous, ou vous êtes contre nous » est la version minimaliste d'une phrase visant à polariser une situation et exiger une réponse manichéenne des interlocuteurs, devenant ainsi des alliés ou des ennemis.

## Philosophie
L'affirmation peut parfois être interprétée comme un faux dilemme, qui est un sophisme reconnu. Cependant, elle peut également être comprise comme une affirmation identifiant les croyances de l'émetteur, ce qui indiquerait que ce dernier émet une perception et non une conclusion logique. Il est également parfois interprété comme un acte de langage.
Certains le voient comme une méthode de persuasion afin d'inciter les autres à choisir un camp dans un conflit qui ne se permet pas le « luxe » de la neutralité.

## Utilisation de la phrase

### Citation historique
- Dans le Nouveau Testament de la Bible, Jésus dit, « Qui n’est pas avec moi est contre moi, et qui ne rassemble pas avec moi disperse » (Matthieu 12:30), mais également « Qui n'est pas contre vous est pour vous » (Luc 9:50; Marc 9:40).
- La phrase a été dite en substance par maints dirigeants du vingtième siècle tels Benito Mussolini, Hillary Clinton[3] et George W. Bush[4].

### Fiction
- Dans le combat le plus important du film Star Wars, épisode III : La Revanche des Sith, Dark Vador lance à Obi-Wan Kenobi : « Si tu n'es pas avec moi, alors tu es contre moi. »[N 1]. Obi-Wan rétorque « Il n'y a que les Sith qui traitent dans l'absolu. »[N 2],[5]. Certains médias se sont demandé si l'auteur adressait par là une critique à George W. Bush, qui avait provoqué une forte émotion en employant cette phrase après les attentats du 11 septembre 2001[6].
- Un épisode important du film Ben-Hur se produit lorsque le tribun Messala somme Juda Ben-Hur de lui livrer les noms de conspirateurs en lui lançant : « Soit tu es avec moi, soit tu es contre moi ! ». Celui-ci refuse et les deux amis deviennent à cet instant des ennemis mortels.

### Polémiques
- Dans la tribune de soutien aux cinq jeunes de Villiers-le-Bel mis en examen pour attaques contre la police en 2007 cosignée par, entre autres, Miguel Benasayag, Rokhaya Diallo, Éric Hazan, Siné, Miss.Tic dans Libération[7]: « On est soit du côté de la police, soit du côté du peuple. Il n’y a pas de tiers parti. »